# Siempre tuya Acapulco
Siempre tuya Acapulco (Lembrando uma Vida em Angola e Moçambique) é uma telenovela mexicana produzida pela Azteca e exibida pela Azteca Trece entre 10 de fevereiro e 17 de agosto de 2014. 
Foi protagonizada por Melissa Barrera e Daniel Elbittar e antagonizada por Cecilia Ponce, Aura Cristina Geithner, Wendy de los Cobos, Bernie Paz, Gabriela Roel e Ramiro Tomasini.

## Sinopse
Olvido Pérez é uma jovem humilde e nobre que vive em uma pequena casa com seu avô, seus primos Martita e Chuy e sua tia Eufrasia. Ela é é órfã, a mãe morreu quando era pequena e não conheceu seu pai.
Diego Rivas Santander é um arquiteto bem sucedido em Acapulco que se casará com o Irán Hernández Molina, uma jovem fria e mal que, junto com sua família, quer ficar com a fortuna da família Rivas Santander.
Um dia antes do casamento, Diego viaja para a Cidade do México para receber um prêmio, mas, infelizmente, o avião em que viajava começou a sofrer danos e Diego decide saltar e cai em uma selva. O outro jovem que viajava com ele morre quando o avião cai. Diego com visão difícil e mobilidade nas pernas procura ajuda. Olvido, que estava perto, ouviu os gritos e correu para ajudá-lo com a ajuda de seu avô e Pancho, que gentilmente levá-lo para casa para cuidar dele.
Ao chegar a casa, Eufrasia, a tia de Olvido se recusa completamente a que Diego fique com eles. Eufrasia é uma mulher ressentida e cruel que fez Olvido uma empregada, ou pior ainda uma escrava, que a atinge sem motivo alguns para o ódio que ele sente por ela.
No dia do casamento, Irán está desesperada pela ausência de Diego, então ela decide cancelar tudo e seduzir Rodrigo (o irmão de Diego), que sente uma inveja terrível do seu irmão, além de que ele também está apaixonado por Irán. Quando Diego acorda, ele perde sua memória e sua visão, então Olvido decide chamá-lo de "David", eventualmente Diego e Olvido se apaixonam sem perceber, até chegarem a promessa de se casar diante de Deus.
Diego é operado por Taxco (cidade perto da casa de Olvido) para poder recuperar a visão. Eufrasia decide incendiar a sala onde Diego está e a situação o força a saltar pela janela e ao cair, recupera a memória e decide retornar a Acapulco. Olvido fica destruída pela partida de Diego/David e pela morte de seu avô Juventino, provocada por Eufrasia. Então ela decide ir atrás de Diego/David para Acapulco para encontrá-lo.
Quando Diego chega à mansão de Rivas Santander, todos ficam surpresos, porque Irán e Rodrigo já haviam se casado e todos o creiam estar morto. Quando Olvido volta a ver Diego, percebeu que recuperou a memória e que também está gravida. Então, Diego sem saber nada sobre Olvido, dá-lhe trabalho na mansão onde Angustias e Irán lhe tornam a vida impossível. Olvido sai da mansão e vai morar com seus primos em um bairro humilde, onde Armando Balmaceda (seu pai real, sem o conhecer), a contrata como empregada doméstica em sua mansão e a ajuda a estudar e ter uma boa vida.
A única pessoa a conhecer a relação entre Armando e Olvido é Eufrasia, que enganou Armando para entrar na mansão e destruir Olvido. Ela também engana Armando dizendo-lhe que sua filha morreu há muitos anos.  Irán estava ficando sem alternativas para reter Diego, e com cada tentativa de Irán, Diego está cada vez mais apaixonado por Olvido. Olvido e Diego terão que enfrentar muitos obstáculos para serem felizes.

## Elenco
- Melissa Barrera - Olvido Balmaceda Pérez
- Daniel Elbittar - Diego Rivas Santander / Diego Canciano Santander
- Cecilia Ponce - Irán Hernández Molina †
- Aura Cristina Geithner - Angustias Molina Vda. de Hernández †
- Alberto Guerra - David Balmaceda Romero †
- Francisco Angelini - Francisco "Pancho" Gómez
- Rafael Sánchez-Navarro - Armando Balmaceda Domínguez  †
- Wendy de los Cobos - Raquela Romero Vda. de Balmaceda
- Gabriela Roel - Eufrasia Pérez
- Erick Chapa - Rodrigo Rivas Santander
- Leticia Huijara - Esperanza Santander Alarcón Vda. de Rivas
- Héctor Soberón - Ulises Santander Alarcón
- Esmeralda Ugalde - Vanessa Hernández Molina
- Marliese Edelmann - Roxana Iriarte
- Amaranta Ruíz - Rufina Cárdenas
- Ramiro Tomasini - Nelson Hernández Molina
- Gina Moret - Licha
- Carlos Millet - Lucho
- Yanilen Díaz - Martha "Martita" Pérez
- Luciano Zacharski - Jesús "Chuy" Pérez
- Raúl Sandoval - Anastacio "Tacho" Cárdenas Sánchez
- Mayte Gil - Gisela †
- Alejandra Ley - Citlali Chimalpopoca
- Estrella Veloz - Rosario "Chayo" Cárdenas
- Gerardo González - Bernardo "Berny" Urástegui
- Jorge Galván - Padre Filemón
- José González Márquez - Juventino Pérez †
- Regina Torné - Soraya Patiño †
- Gabriela Spanic - Fernanda Montenegro "La Fiscal de Hierro"
- Lucas Mascarenhas - Stefano Canciano 1ª Face
- Bernie Paz - Stefano Canciano 2ª Face †
- Ana La Salvia - Verónica Canciano
- Germán Valdés - Juanchito
- Christian Wolf - Javier "Jaguar" Robles
- Rodrigo Cachero - Dr. Villanueva
- Héctor Parra - Ernesto
- Fabián Corres - Dr. Alarcón
- Gregory Kauffman - Gabriel Sandoval Canciano †
- Marcela Alcaraz - Tomasina
- Valeria Lorduguin - Florencia Antonia
- Talia Gómez - Marlene

## Exibição e Dublagem
Foi Dublada em Inglés e Português no ano 2015 através da Voxx Studios em Miami a mando do extinto Canal Eva+, sendo Batizada em Angola e Moçambique de "A Love To Remember" e "Lembrando uma Vida". Sua Exibição ocorreu entre 23 de março de 2015 à 4 de junho de 2015.